# Procesul etmoidal al cornetului inferior
Procesul etmoidal al cornetului inferior (Processus ethmoidalis conchae nasalis inferioris) este o proiecție situată pe marginea superioară a cornetului inferior, posterior de procesul lacrimal. Este orientat în sus și se articulează cu procesul uncinat al etmoidului (Processus uncinatus), divizând hiatului maxilar în două orificii.